# Кордон (городская администрация Уральска)
Кордон (каз. Кордон) — упразднённый посёлок в Западно-Казахстанской области Казахстана. Находился в подчинении городской администрации Уральска. До 2013 года входил в состав Деркульской поселковой администрации, которая была упразднена решением маслихата. Код КАТО — 271033400. Населённый пункт был упразднён 10 апреля 2023 года

## Население
В 1999 году население села составляло 60 человек (34 мужчины и 26 женщин). По данным переписи 2009 года, в селе проживало 37 человек (21 мужчина и 16 женщин).